# Texas Instruments

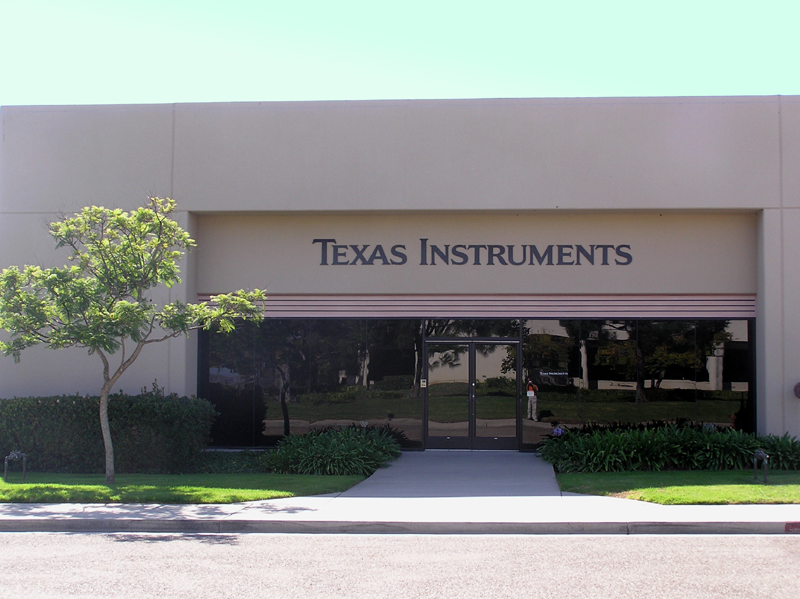
Filial för Texas Instrumemt i Goleta, Kalifornien, USA

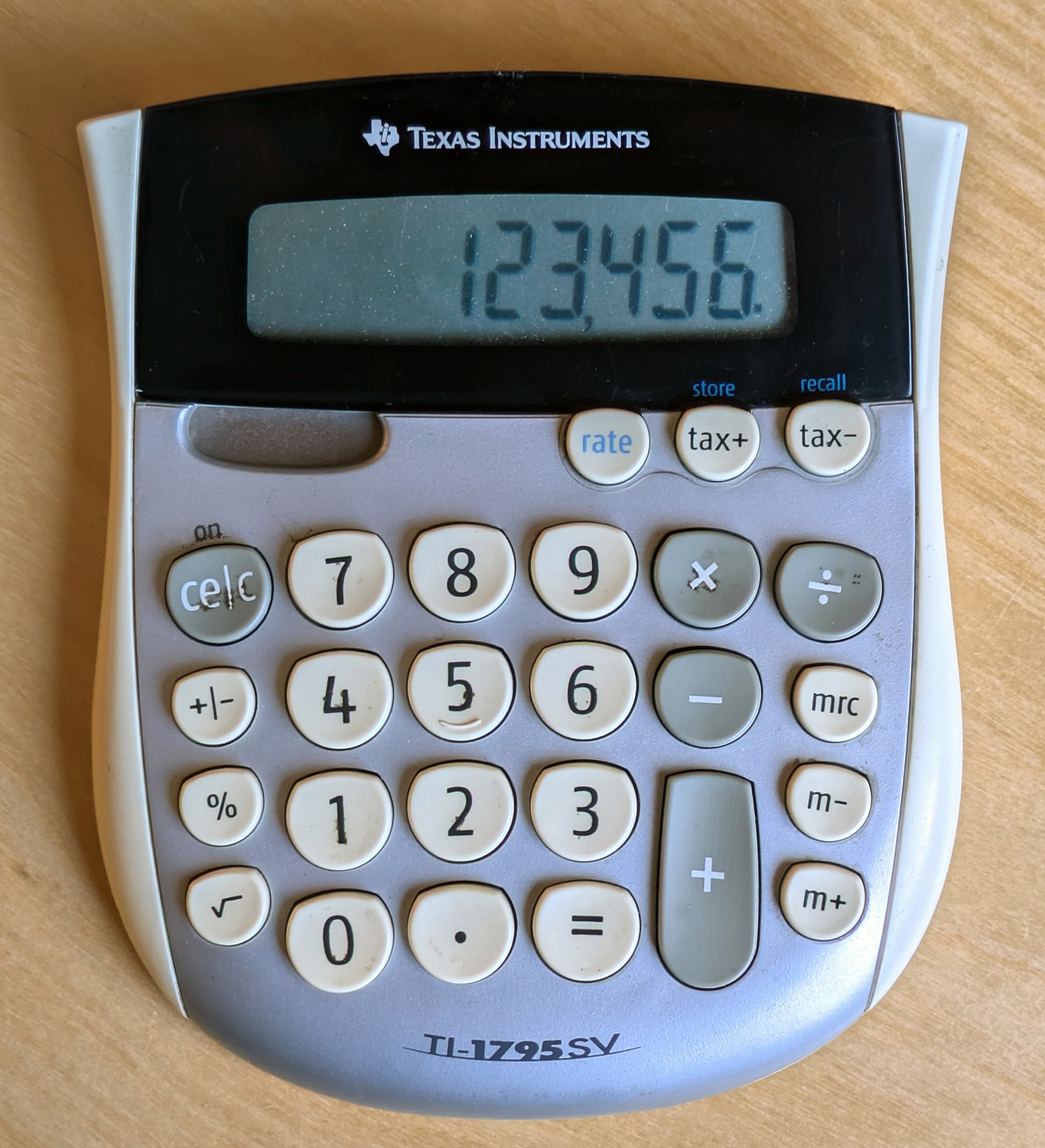
En enkel bordsräknare från Texas Instruments TI-1795 SV från 2003.

Texas Instruments, eller TI, är en amerikansk halvledartillverkare som också ägnar sig åt att tillverka miniräknare. Under 1980-talet utvecklade Texas Instruments även hemdatorn TI-99/4. Företaget grundades 1930 av Eugene McDermott, Erik Jonsson (född 1901 i New York av svenska föräldrar), Cecil Green och Pat Haggerty. Affärsidén var till att börja med att utveckla och marknadsföra instrument för oljeprospektering. Dessa instrument krävde elektronik, vilket ledde till att företaget byggde upp ett stort kunnande i den branschen. En av de viktigaste milstolparna för Texas Instruments var när ett forskarlag, under ledning av Jack Kilby, lyckades tillverka den första integrerade kretsen.
Texas Instruments fokuserar mest på analoga kretsar men arbetar också med så kallad embedded processing och DLP-teknik. Den 2 februari 2000 genomförs den första digital filmvisning i Europa av Philippe Binant, med DLP CINEMA-teknik av Texas Instruments.
Företaget har 34 759 anställda (2012) och huvudkontoret ligger i Dallas.
Texas Instruments är världens tredje största tillverkare av halvledare och är den ledande tillverkaren av processorer och komponenter till mobiltelefonindustrin. TI:s största kunder är Nokia, Sony Mobile och Sun.
År 2012 omsatte TI 12,82 miljarder US-dollar.

## Divisioner
Idag (2023) består TI av fyra divisioner: analoga produkter, inbäddade processorer, digital ljusbehandlingoch utbildningsteknik.

### DLP-produkter
DLP är det varumärke under vilket Texas Instruments marknadsför teknik för TV-apparater, videoprojektorer och digital bio. Den 2 februari 2000 genomförde Philippe Binan, teknisk chef för projektet Digital Cinema vid Gaumont i Frankrike, Europas första digitala biografprojektion med hjälp av TI:s DLP CINEMA-teknik.

### Tillämpningsspecifika anpassade integrerade kretsar (ASIC)
ASIC-divisionen utvecklar mer komplexa integrerade kretslösningar för skräddarsydda kunder. Alla produkter uppfyller kraven i JEDEC J-STD 609 och RoHS-kraven i Kina och EU.

### Utbildningsteknik
TI har släppt pedagogiska leksaker för barn, inklusive Little Professor från 1976 och Dataman från 1977.
TI tillverkade ett antal räknare, bland annat TI-30 som var en av de mest populära tidiga räknarna. TI utvecklade också en serie grafräknare, varav den första är TI-81, och den mest populära är TI-83 Plus (med TI-84 Plus som är en uppdaterad motsvarighet).
Många TI-räknare säljs fortfarande utan grafritningsfunktion. TI-30 har ersatts av TI-30X IIS. Dessutom finns vissa finansiella kalkylatorer till salu på TI:s webbplats.